# Paul Doll
Paul Doll (* 31. Juli 1915 in Offenbach am Main; † 26. August 2003 in Bad Wimpfen) war ein deutscher Verwaltungsbeamter und Politiker (SPD).

## Leben
Doll absolvierte ab 1929 eine Ausbildung im Verwaltungsdienst beim Landratsamt des Landkreises Offenbach, bestand beide Verwaltungsprüfungen und schlug danach eine Beamtenlaufbahn ein. Er nahm als Soldat am Zweiten Weltkrieg teil, zuletzt als Hauptmann der Luftwaffe. Von 1948 bis 1956 war er als Verwaltungsinspektor bei der Stadtverwaltung Offenbach tätig und dort Leiter des Stadtverordnetenbüros. Des Weiteren war er von 1962 bis 1990 Mitglied bzw. Vorsitzender des Aufsichtsrates der Gemeinschaftshilfe Heilbronn eG.
Doll trat in die SPD ein und war bis 1970 Vorsitzender des SPD-Kreisverbandes Heilbronn. Von 1956 bis 1976 war er, mit einer Wiederwahl 1963, Bürgermeister der Stadt Bad Wimpfen. Darüber hinaus war er Mitglied des Kreistags des Landkreises Heilbronn und dort von 1959 bis 1973 Vorsitzender der SPD-Fraktion. Dem Landtag von Baden-Württemberg gehörte er vom 1. August 1963, als er für den verstorbenen Abgeordneten Fritz Köhler nachrückte, bis 1972 an. Im Parlament vertrat er das Direktmandat des Wahlkreises Heilbronn-Land II, das er bei den Landtagswahlen 1964 und 1968 jeweils verteidigte.
Sein Hobby war die Rassegeflügelzucht samt der Beschäftigung mit Hühnerrassen, deren Entstehung und Zuchtentwicklungen. Als Buchautor hat er sein Wissen in zahlreichen Büchern über die Verlage Eugen Ulmer und Oertel & Spörer weitergegeben. Doll war u. a. Ehrenmeister des Bundes der Deutschen Rassegeflügelzüchter (BDRG) und auch Mitglied des Präsidiums des Bundes.
Paul Doll war verheiratet und hatte zwei Kinder.

## Ehrungen
- 1972: Verdienstkreuz 1. Klasse der Bundesrepublik Deutschland[2]